# William Makepeace Thackeray
William Makepeace Thackeray (18 tháng 7 năm 1811 – 24 tháng 12 năm 1863) là một tiểu thuyết gia, nhà văn và tác giả người Anh thời thế kỉ XIX. Ông nổi tiếng về nghệ thuật châm biếm, thể hiện rõ trong cuốn tiểu thuyết kinh điển Hội chợ phù hoa, xuất bản vào tháng 7 năm 1848 phản ánh về việc bao quát xã hội Anh thời bấy giờ.
Ông sinh ra tại Calcutta thuộc Ấn Độ vào năm 1811, ngày 18 tháng 7 (cùng năm sinh của cựu Thượng nghị sĩ Hoa Kỳ Edward Dickinson Baker) và di cư sang Luân Đôn (Anh) với mẹ vào năm 1816 sau khi cha là Richmond qua đời vào năm 1815.
Thackeray sống tại đảo St. Helena tại Anh và tốt nghiệp các trường tại Southampton và Chiswick. Sau đó ông tiếp tục nhập học tại trường Charterhouse. Ở đó, ông kết thân với nhà biếm họa John Leech. Tuy nhiên, ông chẳng thích Chaterhouse chút nào. Bệnh tật trong năm cuối trì hoãn ông nhập học tại Đại học Cambridge mãi cho đến tháng 2 năm 1829. Vì ông không ưa sách vở về lý thuyết, ông bỏ học năm 1830.
Ông kết hôn với Isabella Gethin Shawe vào năm 1836. Họ có bà người con gái. Tuy nhiên, vào năm 1839, sau khi con gái thứ hai qua đời thì vợ của ông là Isabella rơi vào trầm cảm vì vậy cuộc bi kịch giáng xuống cuộc đời ông. Từ tháng 11 năm 1840 đến tháng 2 năm 1842 vợ ông hoàn toàn chăm sóc được bản thân, để lại tình trạng xanh xao ẻo lả.
Chưa được bao lâu, thì bà Shawe ngày càng trở nên điên loạn và mất hết sự ý thức. Thackeray dù có năn nỉ bà như vậy cũng vô ích, vì vậy bà đã bị giam giữ tại Paris đến năm 1893. Sau sự bệnh hoạn của vợ, Thackeray gần như một người goá vợ, không bao giờ quan hệ lâu dài với ai.
Thời gian còn lại, ông viết các cuốn sách kinh điển và nổi tiếng nhất mà ông có thể, nổi bật nhất là cuốn Hội chợ phù hoa.
William Makepeace Thackeray, nhà văn, tiểu thuyết gia kinh điển thế giới của Anh sinh ra tại Ấn Độ đã trút hơi thở cuối cùng ở tuổi 52 sau khi chống chọi với căn bệnh đột quỵ vào ngày 24 tháng 12 (ngày Lễ Giáng sinh) năm 1863. Lễ tang của ông diễn ra vào ngày 26 tháng 12 năm 1863.
Trong thời kỳ Victoria, Thackeray đã được xếp thứ hai trong số những tiểu thuyết gia Anh nổi tiếng (sau Charles Dickens) nhưng hiện nay rát ít người đọc các tác phẩm của ông ngoài tiểu thuyết "Hội chợ phù hoa" của ông. Nhưng nhà phê bình học Anthony Trollope không xếp tác phẩm đó làm tác phẩm vĩ đại nhất mà là tác phẩm "Lịch sử về Henry Esmond". Vì vậy mà cuốn tiểu thuyết đó cũng không được khán giả yêu thích lắm bằng tác phẩm "Hội chợ phù hoa", cuốn tiểu thuyết kinh điển và trào lộng lẫy cho tất cả các giá trị đó.

## Tiểu sử
Thackeray sinh tại Calcutta, Ấn Độ, người cha Richmond Thackeray (1-9-1781 – 13-9-1815) là một nhân viên cấp cao của Công ty Đông Ấn Độ. Mẹ của ông, Anne Becher (1792–1864), con gái thứ của Harriet và John Harman Becher cũng là thư ký cho công ty này.
William được gửi sang Anh năm 5 tuổi, từng sống tại đảo St. Helena, nơi Napoléon từng bị đi đày, một thời gian ngắn. Ông tốt nghiệp tại Southampton và Chiswick và sau đó ở trường Charterhouse, nơi ông trở thành bạn thân của nhà biếm hoạ John Leech. Ông rất ghét Charterhouse, sau này mỉa mai nó trong "Slaughterhouse." (Dẫu vậy Thackeray vẫn có đài tưởng niệm tại Charterhouse Chapel sau khi chết). Bệnh tật trong năm cuối trì hoãn ông nhập học tại Đại học Cambridge mãi cho đến tháng 2 năm 1829. Không ưa sách vở lý thuyết, ông bỏ học năm 1830, dù có vài tác phẩm đầu tay xuất hiện trên ấn phẩm của trường The Snob và The Gownsman.

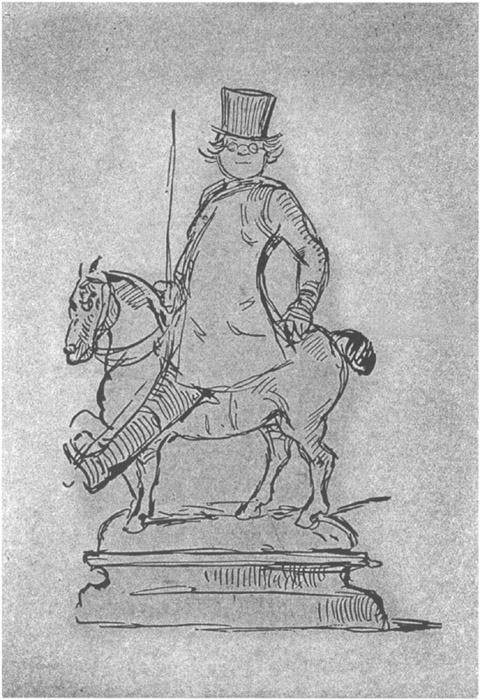
Tranh biếm hoạ bản thân của chính Thackeray

Ông dành thời gian đi du lịch, qua Paris và Weimar, nơi gặp gỡ Goethe. Sau đó trở lại Anh và học luật tại Middle Temple nhưng bỏ sau ít lâu. Năm 21 tuổi ông được hưởng gia sản thừa kế nhưng phung phí vào cờ bạc và hai tờ báo thất bát: The National Standard và The Constitutional. Ông cũng không may khi hai ngân hàng Ấn Độ phá sản. Buộc phải có nghề kiếm ăn, ông quay sang hội họa, học tại Paris nhưng cũng chẳng theo đuổi ngoại trừ vài năm sau này cần vẽ biếm hoạ cho tác phẩm của chính mình.
Những năm ăn không ngồi rồi của Thackeray chấm dứt sau khi gặp và cưới Isabella Gethin Shawe (1816-1893),con thứ của đại tá Matthew Shawe và bà Isabella Creagh ngày 20 tháng 8 năm 1936. Ba cô con gái ra đời: Anne Isabella Thackeray Ritchie (1837-1919), Jane (1837; chết lúc 8 tháng tuổi) và Harriet Marian (1840-1875). Ông bắt đầu "viết vì miếng cơm manh áo", chuyển sang nghề phóng viên để nuôi sống gia đình nhỏ của mình.
Ông chủ yếu viết cho tạp chí Fraser's Magazine về phê bình hội họa, đăng vài truyện ngắn, hai tiểu thuyết dài hơn, Catherine và May mắn của Barry Lyndon. Sau đó, qua giới thiệu của John Leech, ông quay sang viết cho tạp chí mới mở Punch, nơi ông xuất bản The Snob Papers, sau sửa thành The Book of Snobs. Quyển sách làm thịnh hành nghĩa mới của từ "snob" (trưởng giả học làm sang).
Bi kịch giáng xuống cuộc đời ông khi Isabella rơi vào trầm cảm sau cái chết của đứa com gái năm 1840. Tưởng không chuyện gì lớn, ông đi xa liên miên cho đến tháng 9 năm đó ông nhận ra vợ đang hấp hối. Tỉnh ngộ, ông đưa bà vợ bệnh hoạn sang Ireland. Trong chuyến đi, bà nhảy từ trên tàu xuống biển nhưng được cứu. Sau đó họ trở về nhà. Từ tháng 11 năm 1840 tới tháng 2 năm 1842 bà hoàn toàn không tự chăm sóc được bản thân, thể trạng xanh xao ẻo lả.
Bà Thackeray trở nên điên loạn, mất ý thức. Thackeray tuyệt vọng tìm cách cứu chữa cho vợ, nhưng vô ích, và cuối cùng phải giam bà trong một ngôi nhà gần Paris. Bà ở đó cho đến năm 1893, không sống cùng chồng gần 30 năm. Sau sự bệnh hoạn của vợ, Thackeray gần như một người goá vợ, không bao giờ quan hệ lâu dài với ai. Ông theo đuổi những người đàn bà khác, cụ thể là cô Jane Brookfield và Sally Baxter.

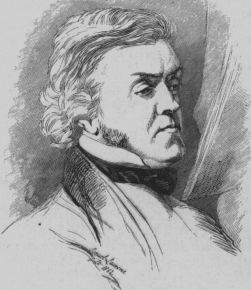
Thackeray

Đầu những năm 1840, Thackeray thành công với hai cuốn du ký, The Paris Sketch Book và The Irish Sketch Book. Cuối thập niên đó, ông đạt được thành quả từ Snob Papers, nhưng danh tiếng ông chỉ thực sự bắt đầu với Hội chợ phù hoa, đầu tiên ra mắt từng phần từ tháng 1 năm 1847. Thackeray trở nên nổi tiếng, được hàng loạt các nhà quý tộc ông từng chế nhạo kết thân, họ tán thưởng ông ngang hàng với Charles Dickens.
Ông " đứng trên đỉnh cao" suốt cả thập kỉ và hơn nửa cuộc đời, cho ra đời những cuốn tiểu thuyết lớn tiêu biểu là Pendennis, Gia đình Newcome, và Henry Esmond dù bệnh tật liên miên, kể cả cơn bệnh chí tử đánh gục ông năm 1849 khi đang viết dở Pendennis. Ông hai lần sang Mĩ diễn thuyết trong những năm này.
Thackeray cũng diễn thuyết tại London với những nhà hài hước Anh thế kỉ XVIII. Tại Oxford, ông bị đánh bại bởi Cardwell trong cuộc đua vào nghị viện.
Năm 1860, Thackeray biên tập cho tạp chí mới ra đời Cornhill, nhưng thấy không thoải mái bằng công việc bình luận nên đổi qua viết cho Roundabout Papers.
Sức khoẻ ông ngày một xuống dốc vào những năm 1850 và phát bệnh vài ngày một lần. Ông cũng không còn nhiều sức sáng tạo. Ông cũng không dứt được cơn nghiện hồ tiêu, rất có hại cho tiêu hoá của ông. 23 tháng 12 năm 1863, khi ăn tối và chuẩn bị đi ngủ, Thackeray đột quỵ và được tìm thấy đã chết trên giường ngủ vào sáng hôm sau. Cái chết ở tuổi 52 của ông gây sống cho toàn thể gia đình, bạn bè và độc giả. Gần 7000 tham dự tang lễ tại vườn Kensington. Ông được mai táng ngày 2 tháng 12 tại nghĩa trang Kensal Green, và được Marochetti tạc tượng bán thân ở tu viện Westminster.

## Sự nghiệp
Thackeray khởi đầu là một nhà châm biếm, thích những người cơ hội và khéo léo như Becky Sharp trong Hội chợ phù hoa, Barry Lyndon trong May mắn của Barry Lyndon và Catherine trong Catherine. Ban đầu dưới các bút danh Charles James Yellowplush, Michael Angelo Titmarsh và George Savage Fitz-Boodle, ông châm chích xã hội thượng lưu, những vinh quang người lính, hôn nhân và thói nguỵ quân tử.

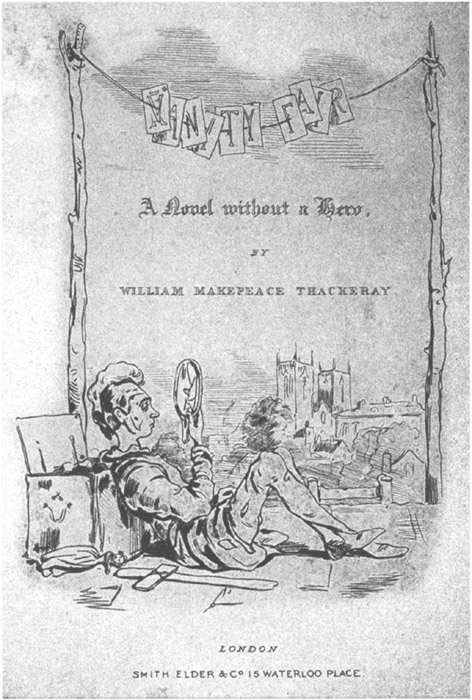
Trang bìa của Hội chợ phù hoa do chính Thackeray minh hoạ

Một trong những tác phẩm đầu tay, "Timbuctoo" (1829), là sự chế nhạo của ông với cái huy chương thơ ca Cambridge, (Alfred Tennyson giành chiến thắng trong cuộc thi này với "Timbuctoo"). Sự nghiệp của ông thực sự khởi đầu với một chuỗi truyện trào phúng được biết đến như The Yellowplush Papers, xuất hiện lần đầu trên tạp chí Fraser's năm 1837.
Từ tháng 5 đến 1839 và tháng 2 năm 1840, Fraser's xuất bản tác phẩm được xem như tiểu thuyết đầu tiên của Thackeray, Catherine, là một truyện trào lộng.
Trong May mắn của Barry Lyndon, truyện dài tập trên Fraser's năm 1844, Thackeray khai thác tình huống một kẻ bình dân cố du nhập vào cái giai tầng quý phái, chủ đề thực sự thành công trong Hội chợ phù hoa với cô nàng Becky Sharp.
Tiếng tăm của ông lừng lẫy với Hội chợ phù hoa. Những cuốn tiểu thuyết bất hủ lần lượt ra đời tiếp đó, từng được Henry James mô tả chân thực như một ví dụ của "con quái vật bành trướng", xu hướng trào lộng mờ nhạt dần, có lẽ vì chúng phản ảnh chất trữ tình của tác giả, vốn đã quá thành công về nghệ thuật châm biếm cái xã hội mà ông có vẻ như đã mất hết hứng thú đả kích.
Những tác phẩm sau này có Pendennis, Gia đình Newcome và Philip phiêu lưu ký. Gia đình Newcome nổi bật là sự lên án những kiểu "hôn nhân thương mại", trong khi Philip là bán tự truyện về thời thanh niên của Thackeray, trong đó ông trở lại phong cách trào phúng độc đáo.
Henry Esmond là cuốn tiểu thuyết Thackeray thử viết theo phong cách thế kỉ XVIII. Trên thực tế, thế kỉ mười tám là nguồn cảm hứng lớn của Thackeray. Không chỉ Esmond mà cả Barry Lyndon và Catherine đều được xây dựng trong khung cảnh đó, như chịu ảnh hưởng của Esmond, The Virginians lấy bối cảnh nước Mĩ và có cả George Washington là nhân vật suýt giết chết nhân vật chính trong cuộc đọ kiếm.

## Gia đình
Cha của Thackeray, ông Richmond, sinh tại Nam Mimms và đến Ấn Độ năm 1798 khi 16 tuổi để làm thư ký cho công ty Đông Ấn Độ. Richmond có một đứa con ngoài giá thú, Sarah Redfield, sinh năm 1804, với Charlotte Sophia Rudd, bà chủ nhà người lai của ông. Những kiểu quan hệ như thế rất phổ biến với những quý ngài trong công ty Đông Ấn, và cũng không ảnh hưởng nhiều tới cuộc hôn nhân sau này với mẹ của William.

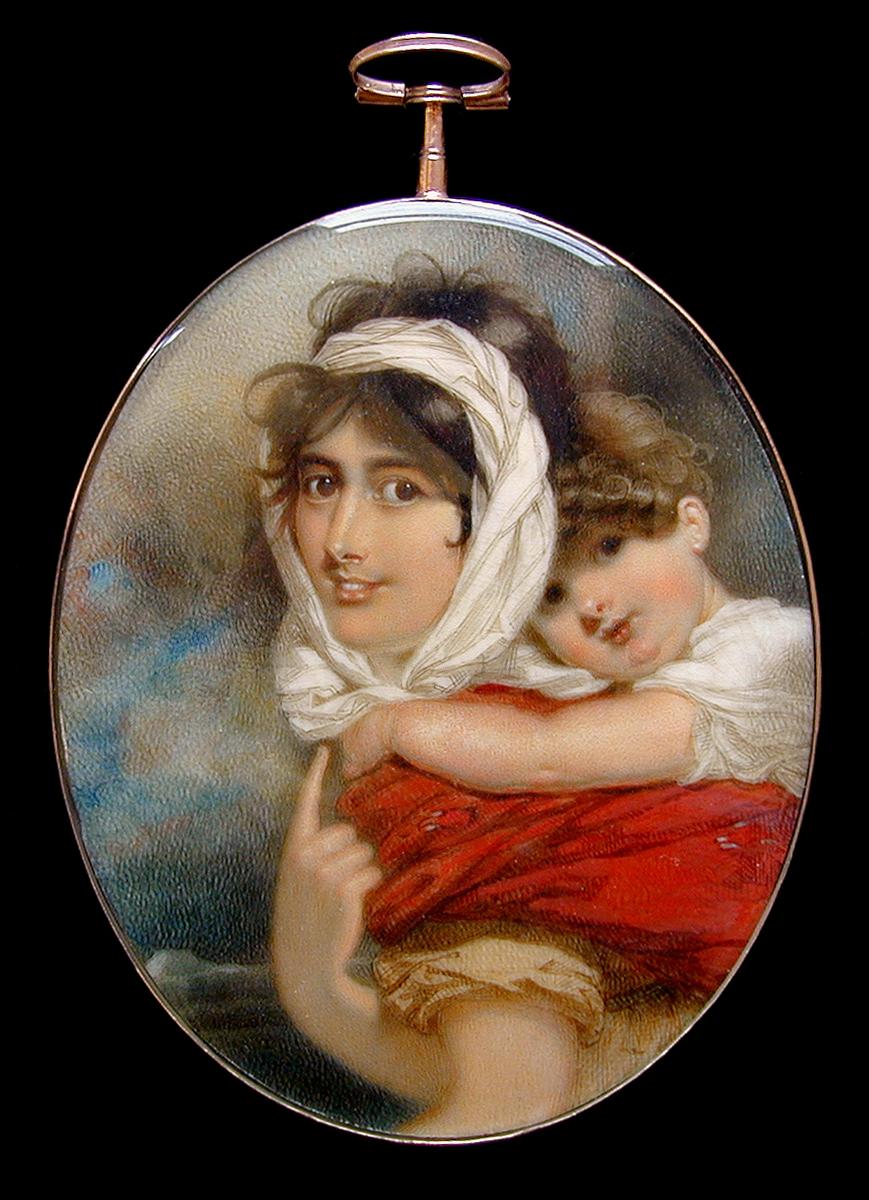
Anne Becher và William Makepeace Thackeray, c.1813

Anne Becher, sinh năm 1792, là một hoa khôi thời bấy giờ, con gái của John Harmon Becher. Bà và Richmond Thackeray kết hôn ngày 13 tháng 10 năm 1810 tại Calcutta. Đứa con độc nhất, William, sinh ngày 18 tháng 6 năm 1811.
Sau khi Richmond chết vì cúm ngày 13 tháng 9 năm 1815, Anne cưới người tình cũ Henry Carmichael-Smyth năm 1817, nhưng không trở lại Anh cho đến năm 1820, mặc dù họ đã gửi Thackeray đi Anh học từ hơn 3 năm trước. Sự tái giá của mẹ làm tổn thương cậu bé Thackeray và sau này ông thể hiện điều đó ở bài tiểu luận "On Letts's Diary" trong The Roundabout Papers.

## Danh tiếng
Suốt triều Victoria, Thackeray được xếp thứ hai chỉ sau Charles Dickens, nhưng ngày nay người dân ít đọc tác phẩm của ông và danh tiếng của ông gần như hoàn toàn chỉ dựa vào tác phẩm kinh điển Hội chợ phù hoa, cuốn tiểu thuyết kinh điển làm say mê độc giả mọi thời đại. Hơn nữa, hiện nay ông rất ít khi được biết đến rộng rãi.
Tuy nhiên, ở thời của Thackeray, một số nhà phê bình như Anthony Trollope đã xếp cuốn Lịch sử về Henry Esmond là tác phẩm vĩ đại nhất của ông, có lẽ vì nó bày tỏ sự tôn kính một cách nghiêm túc về thời đại nữ hoàng Victoria. Vì thế mà tiểu thuyết đó không được yêu thích như Hội chợ phù hoa, cuốn tiểu thuyết trào lộng tất cả các giá trị đó.
Thackeray coi mình là một nhà văn bản theo truyền thống thực tế, và phân biệt tác phẩm của mình với sự phóng đại và tình cảm của Dickens. Một số nhà bình luận sau này đã chấp nhận sự tự đánh giá này và coi ông như một người thực tế, nhưng những người khác thì lưu ý về khuynh hướng sử dụng các kỹ thuật kể chuyện thế kỷ mười tám, như sự lạc đề và địa chỉ trực tiếp cho người đọc, và lập luận rằng thông qua họ, ông thường phá vỡ ảo tưởng về thực tế. Trường Henry James, với sự nhấn mạnh vào việc duy trì cái ảo tưởng đó, đánh dấu một sự phá vỡ với kỹ thuật của Thackeray.
Hậu duệ của Thackeray là diễn viên hài kịch Al Murray.

## Tác phẩm
- The Yellowplush Papers (1837) - ISBN 0-8095-9676-8
- Catherine (1839-40) - ISBN 1-4065-0055-0
- A Shabby Genteel Story (1840) - ISBN 1-4101-0509-1
- The Irish Sketchbook (1843) - ISBN 0-86299-754-2
- May mắn của Barry Lyndon (1844), filmed as Barry Lyndon by Stanley Kubrick - ISBN 0-19-283628-5
- The Book of Snobs (1848), which popularised that term- ISBN 0-8095-9672-5
- Hội chợ phù hoa (1848), featuring Becky Sharp - ISBN 0-14-062085-0
- Pendennis (1848–1850) - ISBN 1-4043-8659-9
- Rebecca và Rowena (1850), a parody sequel of Ivanhoe - ISBN 1-84391-018-7
- The Paris Sketchbook (1852), featuring Roger Bontemps
- Men's Wives (1852) - ISBN 0-14-062085-1
- Henry Esmond (1852) - ISBN 0-14-143916-5
- Gia đình Newcome (1855) - ISBN 0-460-87495-0
- The Rose and the Ring (1855) - ISBN 1-4043-2741-X
- The Virginians (1857–1859) - ISBN 1-4142-3952-1
- Philip phiêu lưu ký (1862) - ISBN 1-4101-0510-5
- Denis Duval (1864) - ISBN 1-4191-1561-8
- Sketches and Travels in London
- Nhật trình từ Cornhill tới Grand Cairo
- Stray Papers: Being Stories, Reviews, Verses, and Sketches (1821-1847)
- v.v